# 陳巧敏
陳巧敏，JP，香港公務員，現擔任大埔民政事務專員。陳在2001年獲香港政府聘任為政務主任。她曾於2010年代初任職於保安局，負責大亚湾核电站的應變計劃。及後，她轉任教育局助理秘書長，負責學術評估的政策及監督，任內曾處理全港性系統評估的取消爭議。港府安排她在2018年10月25日起出任大埔民政事務專員，並在同年11月2日起擔任官守太平紳士。